# كريستوفاو بورغز
كريستوفاو بورغز (بالبرتغالية: Cristóvão Borges dos Santos) هو لاعب كرة قدم ومدرب كرة قدم برازيلي في مركز الوسط، ولد في 9 يونيو 1959 في سلفادور في البرازيل. شارك مع منتخب البرازيل لكرة القدم. أما مع النوادي، فقد لعب مع أتلتيكو باراناينسي وأتلتيكو مينيرو وجمعية بورتوغيزا الرياضية وغريميو بورتو أليغرينزي ونادي أوبيراريو ونادي باهيا ونادي غواراني ونادي فلومينينسي ونادي كورينثيانز.

## وصلات خارجية
- كريستوفاو بورغز على موقع قاعدة بيانات كرة القدم.إي يو (الإنجليزية)
- كريستوفاو بورغز على موقع ناشيونال فوتبول تيمز (الإنجليزية)